# Sąjūdis
Litevské hnutí za přestavbu (litevsky Lietuvos Persitvarkymo Sąjūdis, LPS) známé spíše jako Sąjūdis („hnutí“), je občanské hnutí vzniklé v roce 1988, které mělo nejprve za cíl dosáhnout skutečné autonomie Litvy v rámci Sovětského svazu a po zradikalizování začalo usilovat o plnou litevskou nezávislost. Tohoto cíle dosáhlo 11. března 1990, kdy z iniciativy především Vytautase Landsbergise Nejvyšší sovět Litevské sovětské socialistické republiky vyhlásil Zákon o obnovení nezávislého litevského státu. (Reálná nezávislost však byla dosažena až po 21. srpnu 1991.)

## Počátky
Roku 1987 se ustavily první organizace (na ochranu památek), nezávislé na vládě Litvy: v březnu to byla „Talka“ (Brigáda), v květnu ekohumanitní „Santarvė“ (součinnost nebo srozumění), která se později přejmenovala na klub „Žemyna“. Ve Vilniusu se vyrojilo spousty intelektuálních diskusních klubů. Snaha litevské inteligence o vytvoření organizace širší působnosti se projevila také v květnu 1987. Tehdy zásluhou Česlova Kudaby a jiných byla založena organizace, nazvaná Litevským kulturním fondem. Jeho úkolem bylo rozmnožovat kulturní dědictví, sbírky na restauraci památek, výzkum. Neoficiální cíle byly mnohem širší, ale pro omezování ze strany vlády se nemohla stát společenskou organizací širokého dosahu. Bylo zakázáno tvořit pobočky fondu a jeho činnost byla silně kontrolována. Většině řadových příznivců Hnutí (Sąjūdisu) dodala odvahy nekompromisní snaha Litevské ligy svobody (Lietuvos Laisvės Lyga) a jiných disidentských organizací o nezávislost Litvy, vyjádřená požadavkem zlikvidovat následky tajných dodatků k Ribbentropově–Molotovově paktu, který byl podepsán 23. srpna 1939 v Kremlu. Tento požadavek byl poprvé veřejně deklarován na shromáždění u památníku Adama Mickiewicze 23. srpna 1987.

## Formování a politické cíle
Za vlastní počátek hnutí se obvykle považuje založení Iniciativní skupiny Sąjūdisu 3. června 1988. Ji tvořilo 35 významných osobností litevské vědy a umění, z nich 17 členů komunistické strany. Ustavující sjezd LPS (Sąjūdisu) se konal 22.–23. září 1988. Do ustavujícího sjezdu LPS bylo zvoleno 1027 delegátů, které zvolily skupiny podporovatelů Sąjūdisu ze všech okresů tehdejší Lit. SSR (litevsky LTSR), a zaregistroval se 1021 delegát. Nejvíce bylo vědců a umělců: 283 693 delegátů – s vysokoškolským vzděláním. Na činnosti Sąjūdisu se podílelo kolem 180 000 lidí. Na ustavujícím sjezdu LPS byl přijat program a stanovy, vytvořen řídící aparát. Ve volbách do rady Sněmu LPS dostal nejvíce hlasů Romualdas Ozolas (193 z 212). Oficiálně byl LPS zaregistrován 16. března 1989. LPS vydával neoficiální samizdatový časopis Sąjūdžio žinios (Zprávy Sąjūdisu) a legální týdeník Atgimimas (Obrození). Zpočátku (z opatrnosti) deklarovala jako cíle kulturní obrodu, demokratizaci a ekonomickou nezávislost (především na Moskvě), spolupráci s Komunistickou stranou Litvy. Od listopadu 1988 LPS zaujal samostatnější politickou pozici, postupně se čím dál více začal distancovat od KS Litvy a 16. února 1989 veřejně deklaroval, že hlavním cílem hnutí je obnovení nezávislosti. Tak se stal opozicí KS Litvy, která ještě další půlrok opakovala hesla přestavby vylepšení SSSR (a o „světlých zítřcích“). 26. března 1989 ve volbách na sjezd lidových poslanců Sovětského svazu LPS podporovaní poslanci získali 36 míst ze 42. 24. února 1990 (opakované hlasování 4.–10. března) ve volbách do Nejvyššího sovětu Lit. SSR Sąjūdisté získali 101 mandátů ze 141 možných. Právě hlasy poslanců od Sąjūdisu rozhodly o přijetí Zákona (lit. Aktas) o obnovení nezávislosti Litvy dne 11. března 1990.

## Organizační struktura
Na ustavujícím sjezdu LPS byly vytvořeny koordinační orgány LPS: Sněm LPS (220 členů) a Rada sněmu LPS (35 členů). 25. listopadu 1989 byl předsedou Rady sněmu LPS zvolen Vytautas Landsbergis, byl založen sekretariát LPS. Existovala konkurence mezi Vilniuskými a Kaunaskými uskupeními LPS. Kaunaské uskupení bylo radikálnější a neustále naléhala zaujmout nekompromisní stanovisko k vystoupení ze SSSR.

## Členové Iniciativní skupiny Sąjūdisu(LPS)
IS LPS byla zvolena 3. června 1988 v sále Akademie Věd Lit.SSR. Protože Inga Lukošaitė členství odmítla, zbylo 35 členů:
| 1. Regimantas Adomaitis 2. Vytautas Bubnys 3. Juozas Bulavas † 4. Antanas Buračas 5. Algimantas Čekuolis 6. Virgilijus Čepaitis 7. Vaclovas Daunoras 8. Sigitas Geda † 9. Bronius Genzelis 10. Arvydas Juozaitis 11. Julius Juzeliūnas † 12. Algirdas Kaušpėdas 13. Česlovas Kudaba † 14. Bronius Kuzmickas 15. Vytautas Landsbergis 16. Bronius Leonavičius 17. Meilė Lukšienė † 18. Alfonsas Maldonis † | 1. Justinas Marcinkevičius † 2. Alvydas Medalinskas 3. Jokūbas Minkevičius † 4. Algimantas Nasvytis † 5. Romualdas Ozolas † 6. Romas Pakalnis 7. Saulius Pečiulis † 8. Vytautas Petkevičius † 9. Kazimira Prunskienė 10. Vytautas Radžvilas 11. Raimundas Rajeckas † 12. Artūras Skučas 13. Gintaras Songaila 14. Arvydas Šaltenis 15. Vitas Tomkus 16. Zigmas Vaišvila 17. Arūnas Žebriūnas † |

## Dobová reakce jiných států na LPS a tehdejší události v Litvě

### USA
V USA byly LPS a snaha o nezávislost Litvy hodnoceny velmi dvojznačně. Američané, kteří pocházeli z Pobaltských států začali naléhat na Kongres, aby byla aktivně podpořena nezávislost. Oficiální vláda USA, především George Bush, nabádala LPS k dohodě s vůdcem SSSR M. Gorbačovem. O Litvě se diskutovalo na sovětsko-amerických jednáních. USA nabádaly SSSR nepoužít vojenskou sílu v Baltských státech, neboť v opačném případě by Moskva utrpěla ekonomické sankce. USA odsoudila události ze 13. ledna 1991 ve Vilniusu. Prostí Američané fandili LPS a myšlence nezávislosti Litvy.
Administrativa USA opatrně hodnotila Vytautase Landsbergise a pokládala za rozumnější rozmluvy s premiérkou Kazimierou Prunskienė.

### Německo
Činnost LPS časově souhlasila s řešením problému sjednocení Německa. Oficiální pozice tehdejšího NSR byla neutrální. Bylo tvrzeno, že podpora Sąjūdisu by mohla mít negativní vliv na vztahy mezi Německem a SSSR. Tehdejší (1988-1991) spolkový kancléř Helmut Kohl byl pro taktiku drobných krůčků, ale nakonec prohlásil, že NSR neuznává sovětskou anexi Baltských států.

### Velká Británie
Britové, kteří oponovali SSSR v otázce geopolitiky, vždy podporovali snahu Baltských států o nezávislost. V roce 1990 se v Londýně premiérka Velké Británie Margaret Thatcherová setkala s Vytautasem Landsbergisem, kterému radila chovat se obezřetně a nabádala ho začít vyjednávání se SSSR. Ve své knize vzpomínek (The Downing Street Years.) Margaret Thatcherová Vytautase Landsbergise nazývala prezidentem.

### Francie
Francouzský prezident François Mitterrand hodnotil kriticky záměry Sąjūdisu. 11. března 1990 neoficiálně prohlásil: „Litevci vše jen pokazí. Oni skoro nikdy nebyli svobodní. A když byli, měli režim - diktaturu. Politováníhodní lidé. Pochopil bych, kdyby se Gorbačov musel uchýlit k použití násilí.“ F. Mitterrand negativně hodnotil i osobnost V. Landsbergise: „Landsbergis je umělec, ne politik.“
V dubnu 1990 prezident François Mitterrand spolu se spolkovým kancléřem Helmutem Kohlem uveřejnili dopis V. Landsbergisovi, ve kterém ho požádali o suspendování vyhlášení nezávislosti Litvy.

### Československo (ČSFR)
Již 13. března 1990 pozval prezident ČSSR Václav Havel předsedu litevského parlamentu Vytautase Landsbergise k návštěvě Československa a tím vyjádřil podporu litevskému boji za obnovení nezávislosti. V polovině září, zhruba půl roku po provedení prvních nezávislých voleb, které skončily vítězstvím Sąjūdisu, navštívila ČSFR na pozvání předsedy federální vlády M. Čalfy předsedkyně prvé samostatné litevské vlády Kazimira Prunskienė, aby získala podporu pro demokratizační proces a obnovu nezávislosti Litvy. Setkala se s prezidentem V. Havlem, předsedou parlamentu A. Dubčekem a předsedy republikových vlád. Československé Federální shromáždění se zařadilo mezi prvé parlamenty, které odsoudily krvavý zásah sovětských bezpečnostních sil(OMONu) ve Vilniusu (v období kolem) 13. ledna 1991. Represivní postup sovětských bezpečnostních sil odsoudil prezident Havel, jenž vyzval sovětského prezidenta M. Gorbačova k zastavení násilí a řešení sporných problémů demokratickou cestou a navrhl Prahu k setkání obou stran. Zároveň upozornil, že ČSFR (tehdy ještě člen Varšavské smlouvy) by nemohla nést spoluzodpovědnost za použití ozbrojených sil jiné členské země proti vlastnímu obyvatelstvu. Prezident Havel tuto problematiku přenesl na historické setkání prezidentů ČSFR, Maďarska a Polska ve Visegrádu (13.?) (15.?) února 1991, kde středoevropští státníci odsoudili jakoukoli formu totalitarismu. Navzdory postoji prezidenta však československá diplomacie s navázáním oficiálních diplomatických styků váhala, ostatně jako téměř všechny státy, až do porážky 1991 moskevského srpnového puče. Ministr zahraničních věcí Jiří Dienstbier odůvodňoval zdrženlivý postoj odkazem na uznání Slovenského státu litevskou vládou de iure po likvidaci Československa v roce 1939. Československá vláda uznala nezávislost Litvy a druhých pobaltských republik 29. srpna 1991. Diplomatické styky byly obnoveny 9. září 1991. Od roku 1992 byla podepsána smlouva o oboustranném bezvízovém styku.

### Island
11. února 1991 Island jako první uznal nezávislost Litvy. V únoru téhož roku jako první navázal diplomatické styky s Litvou.

## Opozice
Opozičním hnutím proti činnosti Sąjūdisu bylo Jedinstvo. Tato organizace byla proti změnám, zejména proti osamostatnění Litvy, dále proti odtržení Litevské KS od KSSS (heslo: zůstat na platformě KSSS) i proti dalším liberalizačním snahám. Zásahu proti parlamentu a televizní věži ve Vilniusu předcházely v počátkem ledna útočné mítinky Jedinstva ve Vilniusu. Hnutí Jedinstvo ztratilo na významu po ukončení srpnového puče 1991 v Moskvě.

## LPS po roce 1993
Roku 1993 se LPS rozhodl reorganizovat se z politické na společenskou organizaci a upustit od aktivní politické činnosti. Skoro každý rok se konají jeho sjezdy, které přijímají rezoluce o nejdůležitějších politických otázkách, Rada LPS vydává prohlášení, organizuje mitingy a stávkové hlídky.